# Sakon Yamamoto
Sakon Yamamoto (山本 左近 Yamamoto Sakon), född 9 juli 1982 i Toyohashi, är en japansk racerförare och politiker.

## Racingkarriär
Yamamoto startade sin racingkarriär 1994 i karting vid Suzuka Circuit Racing School. Han var testförare för formel 1-stallet Jordan vid USA:s Grand Prix 2005.

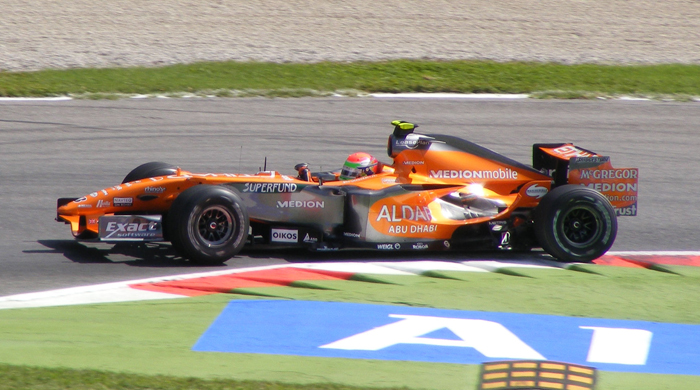
Sakon Yamamoto i Spyker 2007.

Yamamoto blev testförare för Super Aguri så sent som 8 juni 2006 men han ersatte Franck Montagny som stallets andreförare från och med Tysklands Grand Prix 2006. Montagny tog istället över Yamamotos roll som testförare. Säsongen 2007 var Yamamoto tillbaka som testförare men han blev andreförare i Spyker från och med loppet i Ungern 2007. Säsongen 2008 var Yamamoto testförare för Renault. Han fick även chansen att tävla på nytt genom en förarplats under den andra halvan av GP2 Series 2008 för ART Grand Prix.
Säsongen 2010 blev Yamamoto testförare för det nya stallet Hispania Racing F1 Team i Formel 1, men till Storbritanniens Grand Prix fick han ersätta Bruno Senna som ordinarie förare i stallet, men bara under just den tävlingen. Tack vare en bra körning fick han förtroendet att ersätta Karun Chandhok i Tysklands Grand Prix.

## F1-karriär
| Säsong     | Stall/Tillverkare | Placering  | Lopp | Poäng | Etta | Tvåa | Trea | Pole | Varv |
| ---------- | ----------------- | ---------- | ---- | ----- | ---- | ---- | ---- | ---- | ---- |
| 2006       | Super Aguri-Honda | 26         | 7    | 0     |      |      |      |      |      |
| 2007       | Spyker-Ferrari    | 24         | 7    | 0     |      |      |      |      |      |
| 2010       | Hispania-Cosworth | 26         | 7    | 0     |      |      |      |      |      |
| Sammanlagt | Sammanlagt        | Sammanlagt | 21   | 0     | 0    | 0    | 0    | 0    | 0    |

## Som politiker
Efter avslutad racingkarriär ställde Yamamoto upp i överhusvalet i Japan 2019, men blev inte invald.
Han ställde sedan upp i valet till Japans representanthus 2021 där hand kandiderade i Tōkais proportionella valblock. Han ställde inte upp någon enmansvalkrets, men lyckades ändå bli invald.